# Paul Mazzolini
Paul Mazzolini (* 18. února 1960, Bejrút, Libanon), známý jako Gazebo, je italský zpěvák. Stal se slavným díky svému stylu Italo - disco, hudební variantou tzv. eurodance. Na vrcholu slávy byl především v 80. letech 20. století.

## Životopis
Narodil se v Bejrútu jako syn italského diplomata a americké zpěvačky. Podle pověstí se naučil hrát na kytaru již v deseti letech, aby zapůsobil na svoji spolužačku. Svoji hudební kariéru začal jako mladý zpěvák jazzu, rocku a punku, ale poté v Římě potkal producenta Paula Micioniho. Jeho první úspěch, Masterpiece v roce 1982, byl právě dílem spolupráce s tímto producentem.
Jeho největším hitem je skladba I Like Chopin vydaná v roce 1983. Následující song Lunatic patřil mezi Top 20 písní v evropských hitparádách. V současnosti stále koncertuje a pracuje na nových albech. Kromě toho také pracuje jako producent pro další umělce. V roce 2014 si zahrál v italské filmové komedii Sexy Shop. V roce 2020 vydal živou verzi skladby I Like Chopin pod názvem I Like Chopin (Live CoronaVersion).

## Alba
- Gazebo (Baby Records, 1983)
- Telephone Mama (Baby Records, 1984)
- Univision (Carosello, 1986)
- The Rainbow Tales (Carosello, 1988)
- Sweet Life (Carosello, 1989)
- Scenes From The Broadcast (Lunatic, 1991)
- Portrait (Giungla-BMG Italy, 1994)
- Viewpoint (Softworks, 1997)
- Portrait & Viewpoint (Softworks, 2000)
- Tears For Galileo (CD Single Softworks, 2006)
- Ladies ! (iTunes Softworks, 2007)
- The Syndrone (Softworks, 2008)